# Neocordyloporus aubryi
Neocordyloporus aubryi är en mångfotingart som först beskrevs av Lucas 1858.  Neocordyloporus aubryi ingår i släktet Neocordyloporus och familjen Chelodesmidae. Inga underarter finns listade i Catalogue of Life.